# Геринг, Альберт
Альберт Гюнтер Геринг (нем. Albert Günther Göring; 9 марта 1895, Берлин — 20 декабря 1966, Мюнхен) — немецкий предприниматель, инженер, активно помогавший евреям и немецким диссидентам во время Второй мировой войны. Младший брат рейхсмаршала нацистской Германии Германа Геринга.

## Биография
Альберт — самый младший, десятый ребёнок в семье Эрнста Генриха Геринга, высокопоставленного чиновника, личного друга Отто фон Бисмарка и Франциски Геринг. Его отец был ветераном австро-прусско-итальянской войны 1866 года и франко-прусской войны 1870—1871 годов, был мировым судьёй района Альткирша (Верхний Эльзас) и первым рейхскомиссаром немецкой Юго-Западной Африки.В 1890 году получил назначение консулом на Гаити, позднее был направлен генеральным консулом в Александрию. Есть версия, что биологический отец Альберта (и Германа) — Герман фон Эпельштайн, немецкий еврей католического вероисповедания, в особняке которого некоторое время жила семья Герингов. Подозрения окружающих и соседей ещё более усилилось после того, как Альберт подрос и внешним обликом стал походить на фон Эпельштайна. 
В 1913 году Альберт окончил реальную гимназию в Мюнхене. 2 августа 1914 года, после начала Первой мировой войны, был призван на военную службу и зачислен инженером связи в баварскую 6-ю резервную дивизию. Был ранен в ходе Первой битвы при Ипре (18 октября — 17 ноября 1914 года), после чего в ноябре 1914 года был отправлен на лечение в тыл. После выздоровления вернулся на фронт, где воевал во Фландрии. В армии дослужился до 1-го лейтенанта и командира подразделения связи 103-й баварской дивизии. Весной 1918 года получил пулевое ранение в живот. После лечения был уволен со службы. В начале августа 1918 года вернулся к семье в Мюнхен. 
Летом 1919 года поступил в местный университет (ныне — Мюнхенский технический университет), где изучал машиностроение. 16 марта 1921 года женился на Марии фон Аммон, с которой развёлся через три года. В 1923 году закончил университет по специальности инженер-механик. После этого устроился на завод химического концерна I. G. Farben в Вольфене. После развода с первой женой в сентябре 1923 года женился на Эрне фон Мильтнер, которая была старше на девять лет. После сближения Германа с национал-социалистами, пути братьев разошлись и они даже годами не разговаривали друг с другом. В 1925 году устроился в Дессау на завод Хуго Юнкерса, занимавшийся производством обогревательных приборов. В 1928 году был назначен торговым представителем в Австрии, Венгрии и Южной Чехословакии. Переехал жить в Вену, но в связи с выполнением служебных обязанностей много ездил по городам вверенной ему территории. Завязал многочисленные знакомства в деловых кругах.  
После прихода НСДАП к власти в Германии Альберт Геринг принял австрийское гражданство. В 1934 году устроился на работу в ателье в венской студии звуковых фильмов Tobis-Sascha Filmindustrie AG., крупнейшей кинокомпании Австрии. После поглощения Австрии Германией не один раз публично демонстрировал несогласие с нацистской расовой политикой и переехал жить в Бухарест, где пользуясь влиянием и связями оказывал разнообразную помощь знакомым евреям. В 1938 году получил перевод в итальянский филиал кинокомпании. Жил в Риме со своей женой Эрной, которая часто болела и требовала постоянного медицинского ухода.
В 1939 году стал управляющим по внешним продажам в концерне «Шкода», находившегося с недавнего времени под контролем немецкой компании Reichswerke Hermann Göring AG. После развода с Эрной, отправившейся на лечение в Швейцарию, в июне 1942 года Альберт женился на чешке Миланде Клазаровой (c точки зрения нацизма это было преступлением против чистоты арийской расы). У Альберта и Миланды родилась единственная дочь Элизабет, у которой впоследствии родились два сына.

## Антинацистская деятельность

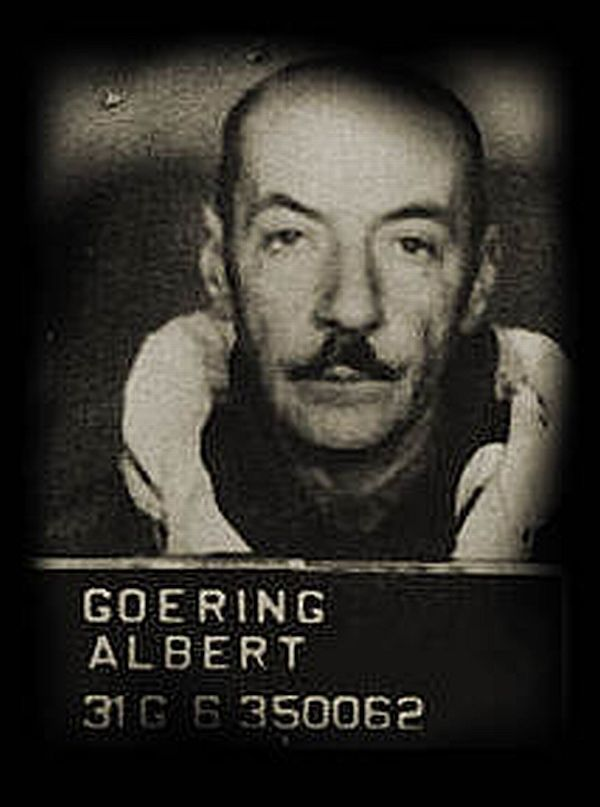
Альберт Геринг в американском заключении, 1945 год

В марте 1938 года Альберт ходатайствовал об освобождении своего бывшего начальника, еврея Оскара Пильцера, арестованного немецкими властями сразу после аннексии Австрии Германией, и немедленно после его освобождения помог ему с семьёй уехать. Во время Второй мировой войны среди работников «Шкоды» действовал подпольный антифашистский кружок, осуществлявший акции саботажа против нацистов. Альберт работал на руководящей должности в «Шкоде», кружок действовал с его ведома и при его поддержке. В 1942 году Альберт Геринг помог директору «Шкоды» Яну Моравеку бежать с семьёй в Румынию от преследования гестапо.
Женитьба Альберта на женщине чешской национальности в 1942 году c точки зрения нацизма была преступлением против чистоты арийской расы. В 1944 году Альберт был арестован гестапо. Герман добился его освобождения и посоветовал брату держаться подальше от политики: в следующий раз рейхсмаршал, чьё политическое влияние шло на убыль, не смог бы его спасти. Послушавшись совета брата, Альберт переехал жить в Зальцбург. В общей сложности Альберт Геринг спас от нацистских лагерей более 34 человек, что известно из списка составленного им после окончания войны в тюрьме. В их числе семья австрийского композитора Франца Легара, автора любимой оперетты Адольфа Гитлера «Весёлая вдова». По просьбе брата Герман Геринг способствовал предоставлению жене композитора Софии, еврейке, статуса почётной арийки. Также он помог с освобождением бывшему австрийскому канцлеру Курту фон Шушнигу.
После окончания войны, 9 мая 1945 года Альберт явился в корпус контрразведки США в австрийском Зальцбурге, после чего 13 мая был арестован и заключён в тюрьму при дознавательном центре 7-й армии в Аугсбурге (Бавария), где в то время находился и его брат Геринг. Во время заключения пытался доказать, что занимался борьбой с гитлеровским режимом, оказывал помощь евреям. Первоначально его слова принимали с недоверием. Так, майор Пол Кубала, занимавшийся расследованием обвинений в отношении Альберта, выразил своё мнение в отчёте «Протокол заключительного допроса: Альберт Геринг, брат рейхсмаршала и сотрудник заводов „Шкода“ и „Брно“, дознавательный центр 7-й армии, Аугсбург, 19 сентября 1945» следующим образом: «Результаты допроса Альберта ГЕРИНГА, брата РЕЙХСМАРШАЛА Германа, представляют собой пример самооправдания и самообеления, который по изощрённости превосходит всё, с чем до сих пор сталкивался SAIC (дознавательный центр 7-й армии). Измышления, к которым прибегает Альберт ГЕРИНГ, своей громоздкостью могут сравниться разве что с его тучным братом». В августе 1945 года Альберт был переведён в Нюрнберг для проведения суда. 
Сменил несколько мест содержания. 5 июля 1946 года обратился с ходатайством об освобождении. После этого его дело было поручено американскому следователю Виктору Паркеру, который приходился родственником спасённой им женщине, жене Легара Софи Пашкис. Паркер характеризовал обвиняемого так: «Субъект был арестован как брат Германа Геринга. Субъект никогда не являлся членом партии или ассоциированных организаций и был известен как антифашист во всей Германии и главным образом в Австрии, поскольку проживал там в течение последних 15 лет. Субъект получил австрийское гражданство в знак протеста против Третьего рейха в 1933 году и остался в Австрии в надежде получить возможность жить свободно в демократической стране. После оккупации Австрии субъект использовал своё влияние на брата и помог многочисленным лицам, перечисленным им в приложенном списке. Большая часть этих людей легкодоступна в качестве свидетелей. Приведённая история представляется соответствующей действительности, так как данному следователю достоверно известно, что субъект помог Францу Легару, приходящемуся следователю дядей. Рекомендуется освобождение субъекта». После показаний племянника Легара и других спасённых им людей, а также после обнаружения дела, заведённого на Альберта в гестапо, был освобождён 14 марта 1947 года и воссоединился с семьёй  в Зальцбурге. В 1948 году, после своей измены супруге, вынужден был развестись с третьей женой, которая в 1951 году переехала жить в Перу с дочерью. Сошёлся со своей бывшей экономкой Брунхильдой Зайвальдштеттер, которая стала его четвёртой женой. Некоторое время жил в Аргентине. До своей смерти в 1966 году работал на мелких должностях, страдая от принадлежности к семье бывшего рейхсмаршала. Родственники людей, которым он ранее помог, оказывали ему материальную помощь, без которой ему было бы трудно свести концы с концами.

## Семья
- Первая жена — Мария фон Уммон (нем. Maria von Ummon)
- Вторая жена — Эрна фон Милтнер (нем. Erna von Miltner)
- Третья жена — Мила Клазарова (нем. Mila Klazarová)
  - Дочь — Элизабет, у неё двое детей
- Четвёртая жена — Брунхильда Зайвальдштеттер (нем. Brunhilde Seiwaldstätter)